# Castel Maggiore
Castel Maggiore is een gemeente in de Italiaanse metropolitane stad Bologna (regio Emilia-Romagna) en telt 16.478 inwoners (31-12-2004). De oppervlakte bedraagt 30,9 km², de bevolkingsdichtheid is 531 inwoners per km².
De volgende frazioni maken deel uit van de gemeente: Boschetto, Primo Maggio, Trebbo, Sabbiuno.

## Demografie
Castel Maggiore telt ongeveer 7089 huishoudens. Het aantal inwoners steeg in de periode 1991-2001 met 8,3% volgens cijfers uit de tienjaarlijkse volkstellingen van ISTAT.

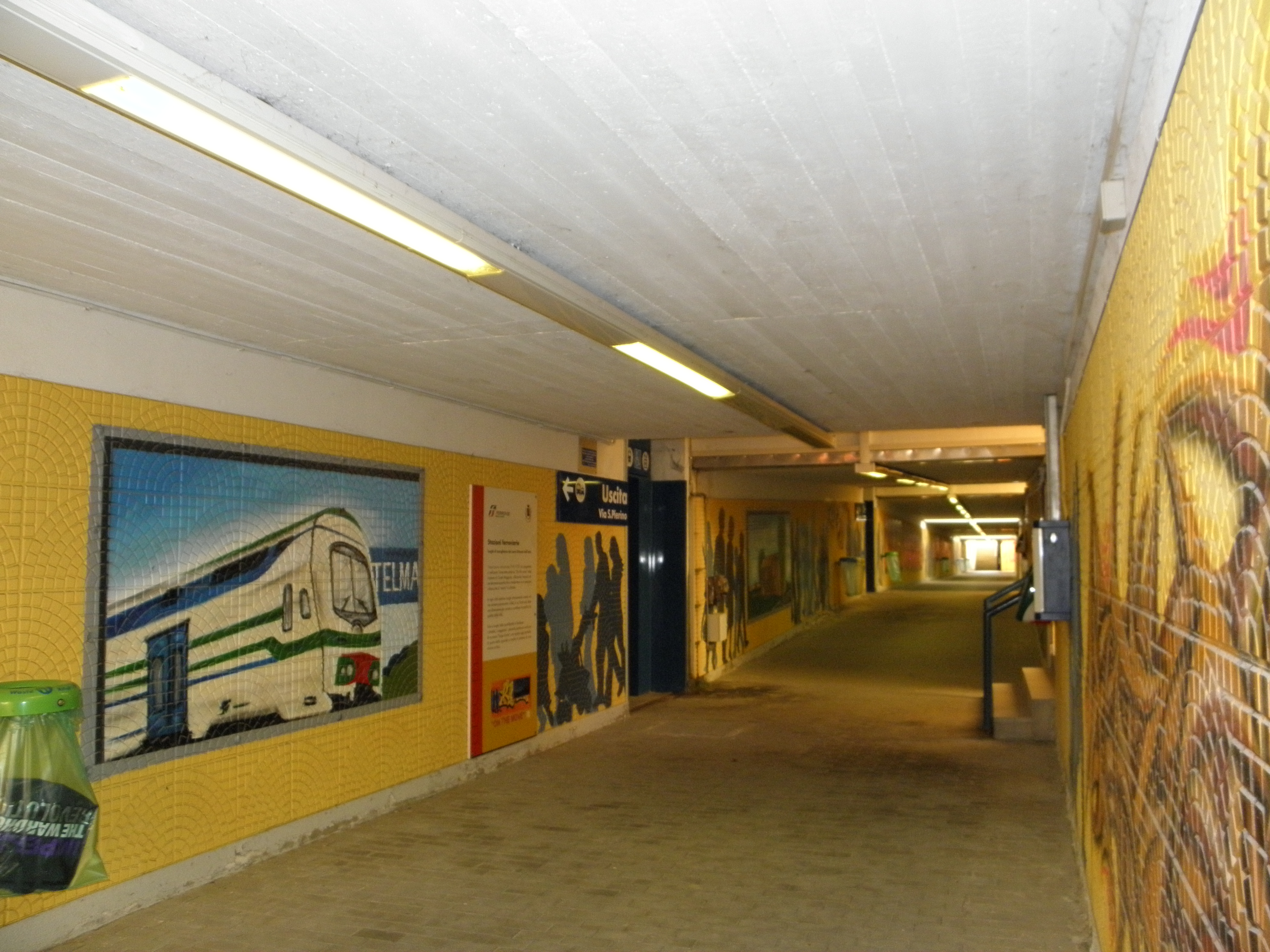
Kunst in de tunnel onder het station van Castel Maggiore

| Jaar | Inwoneraantal |
| ---- | ------------- |
| 1991 | 14.832        |
| 2001 | 16.068        |

## Geografie
De gemeente ligt op ongeveer 29 meter boven zeeniveau.
Castel Maggiore grenst aan de volgende gemeenten: Argelato, Bentivoglio, Bologna, Calderara di Reno, Granarolo dell'Emilia, Sala Bolognese.